# Diego Opazo
Diego Alexi Opazo González (* 2. Februar 1991 in Villarrica) ist ein chilenischer Fußballspieler auf der Position des Innenverteidigers.

## Karriere
Diego Opazo spielte ab 2000 in der Jugend von CD Universidad Católica und debütierte im Februar 2011 unter Juan Antonio Pizzi bei den Profis. Er wurde sofort Stammspieler und gewann mit dem Team die Copa Chile 2011. Nach dem Abgang Pizzis folgten bis 2016 insgesamt fünf Leihen zu Klubs der Primera División und Primera B. 2016 wechselte der Abwehrspieler dann zu Drittligist Deportes Santa Cruz. Seit 2017 schloss er sich wieder Klubs der Primera B an, für die er aber nicht länger als eine Saison auflief. Erst bei Deportes Puerto Montt blieb er längere Zeit und war zudem Kapitän der Mannschaft. 2023 wechselte Opazo zum CD Santiago Morning.

## Erfolge
Colo-Colo
- Copa Chile: 2011